# تپه شمال گورستان حمزه‌آباد
تپه شمال قبرستان حمزه آباد مربوط به سده‌های متاخر دوران‌های تاریخی پس از اسلام است و در شهرستان زابل، بخش شیب آب، دهستان لوتک، ۹۴۴ متری جنوب غرب روستای حمزه آباد واقع شده و این اثر در تاریخ ۲۷ اسفند ۱۳۸۶ با شمارهٔ ثبت ۲۲۶۴۸ به‌عنوان یکی از آثار ملی ایران به ثبت رسیده است.